# Palpa (provincie)
Provincia Palpa este cea mai mică provincie a regiunii Ica din Peru. Capitala provinciei este orașul Palpa.
Provincia este limitată la:
- nord: Huancavelica
- est: Ayacucho
- sud: Nazca
- vest: Ica

Primar: José Luis Montaño Yarasca (2019-2022)

## Diviziuni politice
Provincia Palpa este împărțită în cinci districte.

### Districte
- Llipata
- Palpa
- Río Grande
- Santa Cruz
- Tibillo